# Плосковский сельсовет (Курская область)
Плосковский сельсове́т — административно-территориальная единица (сельсовет) в Солнцевском районе Курской области.
Административный центр — село Плоское.
Законом Курской области от 15 августа 1996 года № 6-ЗКО на территории Плосковского сельсовета было образовано муниципальное образование Плосковский сельсовет.
Законом Курской области от 21 октября 2004 года № 48-ЗКО (в ходе муниципальной реформы 2006 года) муниципальное образование Плосковский сельсовет было наделено статусом сельского поселения.
Законом Курской области от 26 апреля 2010 года № 26-ЗКО муниципальное образование Шумаковский сельсовет, муниципальное образование Воробьёвский сельсовет и Плосковский сельсовет были преобразованы путём объединения в муниципальное образование Шумаковский сельсовет.

## Населённые пункты
В состав сельсовета входят:
- с. Плоское
- д. Верхнееремино
- д. Красниково
- д. Мелидовка
- х. Мурыновка
- д. Савинка
- х. Сорочино
- х. Татарский